# Kanzaki
Kanzaki (神埼市 Kanzaki-shi?) es una ciudad en la prefectura de Saga, Japón, localizada en la parte noroeste de la isla de Kyūshū. El 1 de marzo de 2021 tenía una población estimada de 30 686 habitantes y una densidad de población de 245 personas por km².

## Geografía
Kanzaki se encuentra en el este de la prefectura de Saga, unos 10 km al noreste del centro de la ciudad de Saga. La parte norte de la ciudad está en medio de las montañas Sefuri y la parte sur consiste en la orilla norte del río Chikugo y las llanuras de Saga. La frontera sureste con Kurume en la prefectura de Fukuoka está formada por el río Chikugo.

## Historia
La ciudad moderna de Kanzaki fue establecida el 20 de marzo de 2006, a partir de la fusión de la antigua Kanzaki con el pueblo de Chiyoda y la villa de Sefuri (todos del distrito de Kanzaki). Como resultado de esta fusión, ya no quedan villas (村 mura?) en la prefectura de Saga.

## Demografía
Según los datos del censo japonés, la población de Kanzaki se ha mantenido estable en los últimos 50 años.
| Gráfica de evolución demográfica de Kanzaki entre 1950 y 2015 |
|                                                               |
| Oficina de Estadísticas de Japón                              |